# Edgar Guerra
Edgar Andrés Guerra Hernández (Becerril, 9 marzo 2001) è un calciatore colombiano, attaccante del León.

## Carriera
Cresciuto nel settore giovanile del Millonarios, ha esordito in prima squadra il 10 dicembre 2020 disputando l'incontro di Categoría Primera A vinto 2-0 contro il Boyacá Chicó.

## Statistiche

### Presenze e reti nei club
Statistiche aggiornate al 23 febbraio 2022.
| Stagione        | Squadra         | Campionato      | Campionato | Campionato | Coppe nazionali | Coppe nazionali | Coppe nazionali | Coppe continentali | Coppe continentali | Coppe continentali | Altre coppe | Altre coppe | Altre coppe | Totale | Totale |
| Stagione        | Squadra         | Comp            | Pres       | Reti       | Comp            | Pres            | Reti            | Comp               | Pres               | Reti               | Comp        | Pres        | Reti        | Pres   | Reti   |
| --------------- | --------------- | --------------- | ---------- | ---------- | --------------- | --------------- | --------------- | ------------------ | ------------------ | ------------------ | ----------- | ----------- | ----------- | ------ | ------ |
| 2020            | Millonarios     | A               | 2          | 0          | CC              | 0               | 0               | CS                 | 0                  | 0                  |             | -           | -           | 2      | 0      |
| 2021            | Millonarios     | A               | 20         | 2          | CC              | 2               | 0               |                    | -                  | -                  |             | -           | -           | 22     | 2      |
| 2022            | Millonarios     | A               | 6          | 1          | CC              | 0               | 0               | CL                 | 1                  | 0                  |             | -           | -           | 7      | 1      |
| Totale carriera | Totale carriera | Totale carriera | 28         | 3          |                 | 2               | 0               |                    | 1                  | 0                  |             | -           | -           | 31     | 3      |